# Piper usumacintense
Piper usumacintense är en pepparväxtart som beskrevs av Cyrus Longworth Lundell. Piper usumacintense ingår i släktet Piper och familjen pepparväxter. Inga underarter finns listade i Catalogue of Life.